# Gare de Sandefjord
La gare de Sandefjord est une gare ferroviaire norvégienne, située dans la commune de Sandefjord.

## Situation ferroviaire
La gare est située dans le comté du Vestfold, et se trouve à 139,52 km d'Oslo.

## Histoire
La gare a été mise en service le 7 décembre 1881, la gare n'a ni changement orthographique ni changement statutaire. 

## Service des voyageurs

### Accueil
La gare possède un parking de 116 places, un parc à vélo, des guichets, des automates, un kiosque, salle d'attente et aubettes. Elle propose un service de consigne pour les bagages.

### Desserte
La gare est desservie par la ligne régionale R11 qui relie Skien à Oslo et Eidsvoll.

### Intermodalité
Des bus desservent la gare et l'on compte également une station de taxi. À 0,6 km se trouve le terminal de ferrys.